# PopCo
PopCo è un romanzo del 2005 della scrittrice inglese Scarlett Thomas.
Presenta più d'una somiglianza a Cryptonomicon di Neal Stephenson, sia per la struttura narrativa che porta avanti più filoni in diversi contesti temporali, che per il tema della crittografia e crittoanalisi.

## Trama
Alice Butler, un'eccentrica, acuta matematica ventinovenne esperta in crittoanalisi, lavora per la PopCo, la terza multinazionale di giocattoli nel mondo, come ideatrice di giocattoli. Lei ed i colleghi del suo reparto della filiale di Battersea sono riuniti in un complesso "in mezzo al nulla" nel Dartmoor.
Con un gruppo di "creativi" scelti delle filiali europee, vengono reclutati per creare un prodotto cosiddetto "killer" per accaparrarsi le vendite nella fetta di mercato più proficua: le ragazze adolescenti; nel frattempo qualcuno continua ad inviarle messaggi cifrati su dei bigliettini di accompagnamento della filiale dove lei si trova adesso.
Durante la permanenza fa amicizia con alcuni dei colleghi, tra cui l'esuberante ed impulsiva Esther, il tranquillo e serio Ben, con cui intreccia una relazione, la discreta Chlöe, Hiro.
Contemporaneamente alla trama cominciano ad alternarsi riguardanti l'inusuale infanzia e l'adolescenza di Alice, trascorse coi nonni Elizabeth e Peter Butler, lei matematica, lui crittoanalista di successo; i flashback introducono la storia di Francis Stevenson, un pirata che ha nascosto la mappa del suo tesoro in un manoscritto cifrato, chiamato Manoscritto Stevenson/Heath. Questo manoscritto era stato decifrato dal nonno di Alice, ma riteneva fosse troppo presto per rivelare la soluzione a tutti, ed aveva nascosto la chiave in una collana, affidandola poi alla stessa Alice per poi scoprirne la soluzione.
Parallelamente ai flashback, Alice viene a conoscenza del fatto che il sistema su cui è basato la PopCo (ed in generale una grande azienda di giocattoli) è basato sulle menzogne del marketing e sullo sfruttamento dei lavoratori; quando decide di lasciare l'azienda perché non può più far parte di quel sistema, scopre di non essere sola, alla PopCo come in tutto il mondo, ad avere questo scopo. Il mistero dei messaggi cifrati è risolto, e scopre che autori erano una organizzazione erano proprio Chlöe e gli altri. Fanno parte della NoCo, una organizzazione mondiale che propone una ribellione silente alle multinazionali, eseguendo un sabotaggio non radicale dall'interno, e vuole che lei sviluppi un codice con cui gli appartenenti della NoCo potessero ricevere comunicazioni inerenti non tanto alla coordinazione quanto alla sopravvivenza che aderisca ai tre principi della NoCo. Alice aderisce al movimento, accettando di provare a sviluppare il codice, ma decidendo di ritirarsi comunque dal suo impiego alla PopCo per risolvere l'enigma della sua collana e scrivere un libro sulla PopCo.

### Finale
Il libro è strutturato in un modo particolare: lo svolgimento vero e proprio del corpo del romanzo finisce con Alice che si gode una scampagnata con i suoi nuovi amici - colleghi. Ma il vero finale del romanzo è contenuto in un'appendice chiamata Post scriptum, che comincia con una lettera alla Butler di una responsabile di una riserva per gli uccelli nel Pacifico e l'estratto di un articolo sulla rivista - peraltro realmente esistente - The Cryptogram, che annuncia la risoluzione del manoscritto ed una intervista ad Alice su come fosse stata capace di capire il codice lasciatole da suo nonno, contenente la chiave di cifratura; la parte finale dell'articolo rivela anche che la Butler aveva scritto anche un romanzo, in cui era contenuta anche la storia di Francis Stevenson.
La vera soluzione all'enigma è invece spiegata in un'appendice finale narrativa chiamata Soluzione situata alla fine; in questa parte si rende anche evidente come l'intero romanzo sia effettivamente il libro della Butler (infatti, viene spiegato, PopCo è il nome fittizio che lei ha dato all'azienda a cui lavorava; oltretutto il libro dedica davvero l'intero capitolo 16 alla storia di Francis Stevenson e del manoscritto Heath/Stevenson) e racconta della risoluzione effettiva del rompicapo della collana.

## NoCo
NoCo è il nome dell'organizzazione mondiale fittizia di cui fanno parte molti dipendenti della PopCo e di molte altre aziende corporative. L'organizzazione, che ha un nome diverso in ogni azienda, combatte dall'interno le grandi multinazionali che sfruttano i lavoratori e lucrano sul loro lavoro sottopagato, che maltrattano animali e manodopera per i loro scopi. Ha tre motti principali: Non nuocere, Impedisci agli altri di nuocere e Fai quello che puoi.
Non nuocere configura l'azione dell'organizzazione come animalista e sostenitrice dei diritti umani e dei lavoratori, che prima di tutto si premurano di non nuocere loro stessi, cioè non fare o comprare nulla che possa provenire da tutto ciò che loro combattono (sfruttamento dei lavoratori e della manodopera).
Impedisci agli altri di nuocere imposta il vero principio del sabotaggio, che può avvenire in diversi modi, sia fisici (sabotare la propria postazione di lavoro o anche la strategia marketing di proposito per danneggiare il prodotto reclamizzato).
Fai quello che puoi invece prevede che ogni membro dell'organizzazione possa contribuire in rapporto alla propria posizione e capacità.
Ad un certo punto Chlöe giunge ad affermare che lo scopo è di far crollare il liberismo, o meglio, l'avidità che starebbe alla base del liberismo, e per questo alcuni dei componenti si dichiarano marxisti.

## Edizioni
- Scarlett Thomas, PopCo, collana Nuova Narrativa Newton, traduzione di Carla De Caro, Newton Compton, 2009, ISBN 978-88-541-1349-7.